# Bloomington (Illinois)
Bloomington es una ciudad ubicada en el condado de McLean en el estado estadounidense de Illinois. En el Censo de 2010 tenía una población de 76610 habitantes y una densidad poblacional de 1.086,44 personas por km².

## Geografía
Bloomington se encuentra ubicada en las coordenadas 40°28′33″N 88°58′12″O / 40.47583, -88.97000. Según la Oficina del Censo de los Estados Unidos, Bloomington tiene una superficie total de 70.52 km², de la cual 70.49 km² corresponden a tierra firme y (0.03%) 0.02 km² es agua.

## Demografía
Según el censo de 2010, había 76610 personas residiendo en Bloomington. La densidad de población era de 1.086,44 hab./km². De los 76610 habitantes, Bloomington estaba compuesto por el 77.47% blancos, el 10.14% eran afroamericanos, el 0.3% eran amerindios, el 6.97% eran asiáticos, el 0.04% eran isleños del Pacífico, el 2.18% eran de otras razas y el 2.9% pertenecían a dos o más razas. Del total de la población el 5.62% eran hispanos o latinos de cualquier raza.

## Economía
Bloomington tiene la sede de State Farm Insurance.